# Comuna Trifănești, Florești
Comuna Trifănești este o comună din raionul Florești, Republica Moldova. Este formată din satele Trifănești (sat-reședință) și Alexandrovca.

## Geografie
Distanța directă până în or. Florești este de 20 km. Distanța directă până în or. Chișinău este de 122 km. 

## Demografie
La recensămîntul din anul 2004, populația la nivelul comunei Trifănești constituia 1.441 de oameni, dintre care 47,12% - bărbați și 52,88% - femei. Compoziția etnică a populației comunei era următoarea: 79,74% - moldoveni, 19,29% - ucraineni, 0,62% - ruși, 0,07% - bulgari, 0,28% - țigani. În comuna Trifănești au fost înregistrate 529 de gospodării casnice în anul 2004, iar mărimea medie a unei gospodării era de 2,7 persoane.
Conform datelor recensământului din 2014, comuna are o populație de 1.181 de locuitori, dintre care 46,6% - bărbați și 53,4% - femei. În comuna Trifănești au fost înregistrate 446 de gospodării casnice în anul 2014.
| Grup etnic                    | Populație | % Procentaj |
| ----------------------------- | --------- | ----------- |
| Băștinași declarați Moldoveni | 954       | 81,6%       |
| Ucraineni                     | 175       | 15,0%       |
| Români                        | 31        | 2,7%        |
| Alții                         | 10        | 0,68%       |
| Total                         | 1.476     |             |

## Administrație și politică
Componența Consiliului local Trifănești (9 consilieri), ales la 5 noiembrie 2023, este următoarea:
|  | Partid                                       | Consilieri | Componență | Componență | Componență | Componență | Componență |
|  | -------------------------------------------- | ---------- | ---------- | ---------- | ---------- | ---------- | ---------- |
|  | Partidul Socialiștilor din Republica Moldova | 5          |            |            |            |            |            |
|  | Partidul Nostru                              | 3          |            |            |            |            |            |
|  | Partidul Acțiune și Solidaritate             | 1          |            |            |            |            |            |